# Eduard Edert
Eduard Edert (* 31. Juli 1880 in Oldesloe; † 27. August 1967 in Heikendorf) war ein deutscher Politiker und Schriftsteller.

## Leben und Wirken
Eduard Edert legte 1899 seine Reifeprüfung am Realgymnasium in Altona ab. Anschließend begann er das Studium der Germanistik und Romanistik an der Universität Marburg, gefolgt von einem dreimonatigen Studienaufenthalt in England. 1901 setzte er sein Studium an der Christian-Albrechts-Universität zu Kiel fort und promovierte dort 1903 im Fach Germanistik bei Friedrich Kauffmann über den Meistersinger und Dramatiker Hans Sachs. Während seiner Studienzeit war Edert Begründer des Vereins abstinenter Studenten, aus dem der Deutsche Bund abstinenter Studenten hervorging.
Edert war nach seinem Studium im Schuldienst tätig, um 1910 arbeitete er als Oberlehrer in Kiel und trat dort als Förderer des Wandervogels in Erscheinung. So war er maßgeblich an der Finanzierung des noch heute bestehenden Landheimes des Kieler Wandervogels am Westensee beteiligt.
Von 1921 bis 1933 war er Oberschulrat in Flensburg und mehrfach mit der Lösung von Problemen zwischen Deutschen und Dänen im Grenzland Schleswig betraut. Während der nationalsozialistischen Herrschaft war Edert zeitweise mit einem Berufsverbot belegt. Er wurde dann als Oberschulrat von Flensburg nach Magdeburg versetzt. 1935 trat er dem Nationalsozialistischen Lehrerbund bei, er beantragte am 14. November 1939 die Aufnahme in die NSDAP und wurde zum 1. Januar 1940 aufgenommen (Mitgliedsnummer 7.367.371).
Von 1946 bis zum Eintritt in den Ruhestand 1949 war er Geschäftsführender Amtschef im schleswig-holsteinischen Volksbildungsministerium.
Als 1949 die erste Bundestagswahl anstand, einigten sich CDU, FDP und DP aus der Erkenntnis, dass lediglich ein gemeinsamer Kandidat der bürgerlichen Parteien einen Wahlsieg des SSW im Wahlkreis Flensburg würde verhindern können, auf Edert als parteilosen Bewerber. Edert wurde mit großem Vorsprung vor dem SSW-Bewerber (48,0 % gegenüber 31,4 %) und dem der SPD (15,1 %) direkt ins Parlament gewählt. Er gehörte dem Deutschen Bundestag in der ersten Legislaturperiode (1949–1953) an und schloss sich dort der CDU/CSU-Fraktion als Hospitant an. Von 1950 bis 1954 war Edert Mitglied der Parlamentarischen Versammlung des Europarates.
Ederts schriftstellerisches Werk besteht neben einigen politischen Abhandlungen aus Erzählungen, die in seiner schleswig-holsteinischen Heimat spielen. Er war außerdem Herausgeber der Zeitschrift des Schleswig-Holsteinischen Heimatbundes, Schleswig-Holstein.

## Ehrungen
Eduard Edert war Träger des Großen Bundesverdienstkreuzes und der Lornsen-Kette des Schleswig-Holsteinischen Heimatbundes.

## Werke
- Dialog und Fastnachtsspiel bei Hans Sachs. Eine stilistische Untersuchung. Peters, Kiel 1903 (= Dissertation Universität Kiel) (Digitalisat).

- Die Tagesschule, die Schule der Großstadt. Der Plan ihrer Ausführung in Kiel. Teubner, Leipzig 1914.

- Schmiede des Lebens. Menschenschicksale. Alster-Verlag, Hamburg 1921.
- Das Problem der deutschen Schule in seiner besonderen Bedeutung für die Nordmark. In: Schleswig-Holsteinische Blätter, Bd. 5/7 (1922), S. 3–12.

- Die elastische Einheitsschule. Teubner, Berlin/Leipzig 1924.
- (Hrsg.): Beiträge zum Deutschunterricht. Vorträge und Berichte der Deutschen Woche in Altona. Teubner, Leipzig 1927.
- Das Schulwesen der deutschen Minderheit in Nordschleswig von 1920 - 1933. In: Fritz Hähnsen (Hrsg.): Aus Schleswig-Holsteins Geschichte und Gegenwart.
- Eine Aufsatzsammlung als Festschrift für Volquart Pauls. Wachholtz, Neumünster 1950, S. 312–325.
- Das nationale Selbstbestimmungsrecht in Südschleswig (mit Hans Hedtoft). Sydslesvigsk Udvalg, København 1952.
- Die Minderheitenfrage im Grenzland Schleswig – Eine deutsche Kulturaufgabe. In: Kulturarbeit in Schleswig-Holstein seit 1945, 1. Folge (August 1952), S. 49–55.
- Der Schuster von Tondern. Eine Geschichte aus dem Leben meines Urgrossvaters. 5. Aufl. Möller, Rendsburg 1961.
- Lose Blätter. Erzählungen. Boyens, Heide 1964.
- Dat harr noch leeger warrn kunnt. Schleswig-Holsteinischer Humor. 19. Aufl. Wachholtz, Neumünster 1992, ISBN 3-529-04704-X.